# 盐井乡 (城固县)
盐井乡是中国陕西省汉中市城固县下辖的一个乡。

## 行政区划
盐井乡下辖以下行政区：
盐井村、左河村、元秀邱村、双元村、中坝村、大路坪村